# خطيب زاده يحيى باشا
خطيب زاده يحيى باشا ‏ (? - 1755م) سياسي عثماني شغل منصب والي مصر منذ 1741م حتى 1743م.  تولى منصب قبطان باشا البحرية العثمانية (أدميرال).

## أنظر أيضا
- قائمة قباطين البحر العثمانيين.